# Александър Флеминг
Сър Александър Флеминг (на английски: Sir Alexander Fleming) е шотландски биолог, откривател на пеницилина. През 1945 г., заедно с Ернст Борис Чейн и Хауърд Флори, получава Нобелова награда за физиология или медицина „за откритието на пеницилина и терапевтичния му ефект срещу редица болести“.

## Биография
Роден е на 6 август 1881 година във фермата Лохфийлд, Източен Еършър, Шотландия, в бедно семейство. След като завършва медицинското училище в лондонската болница „Света Мария“, Флеминг започва изследвания в имунологията.
Като военен лекар през Първата световна война насочва вниманието си към инфектираните рани и забелязва, че голяма част от антисептичните средства увреждат телесните клетки дори повече, отколкото вредят на микробите. Дава си сметка, че му е необходимо лекарство, което да унищожава бактериите, без да вреди на човешките клетки.
След войната се връща в болницата „Света Мария“ и продължава да се занимава с изследванията си. През 1928 става професор по бактериология в Лондонския университет, а от 1951 до 1954 е ректор на Единбургския университет.
Умира от сърдечен удар на 11 март 1955 година в дома си в Лондон на 73-годишна възраст.

## Научна дейност

### Лизозим
През 1922 г. Флеминг открива субстанция, която нарича лизозим. Той се произвежда в човешкото тяло, състои се от слуз и сълзоподобна течност и не е вреден за телесните клетки. Лизозимът унищожава някои микроби, но за жалост не и онези, които са особено опасни за човека. Това откритие макар и интересно, няма голямо значение.

### Откриване на пеницилина
Флеминг достига до големия си успех едва през 1928 г. Изложена на въздух една от лабораторните му стафилококови култури хваща плесен. Флеминг забелязва, че там, където е плесенясало, бактериите са изчезнали. Той правилно стига до извода, че плесента произвежда някаква субстанция, която унищожава стафилококовите бактерии. Не след дълго Флеминг успява да докаже, че това вещество спира развитието и на много други вредни бактерии. Субстанцията, наречена от него пеницилин (пеницилинум нотатум), която я произвежда, се оказва напълно безвредна, както за хората, така и за животните.
Получените от Флеминг резултати са публикувани през 1929 г., но първоначално не предизвикват интерес в академичната общност. Флеминг е отбелязал, че пеницилинът би могъл да намери голямо приложение в медицината. Обаче не бил в състояние да разработи метод за пречистването му и повече от 10 години това чудодейно лечебно средство остава незабелязано.

### Разпространение на пеницилина
В края на 1930-те години английските лекари Хауърд Флори и Ернст Борис Чейн попадат на Флеминговата публикация. Те повтарят опита му и достигат до същите резултати. После пречистват пеницилина и го използват върху лабораторни животни. През 1941 г. експериментират и върху болни хора. Опитите им показват недвусмислено, че новото лекарство има изумителен ефект. С подкрепата на английските и американските власти, на сцената излизат фармацевтичните компании и сравнително скоро разработват технология за производството на пеницилина в големи количества. Отначало той се използва само за военни, пострадали при сражения, но през 1944 г. с него се лекуват и цивилни, както във Великобритания, така и в Америка. Когато през 1945 г. войната завършва, пеницилина намира широко приложение в цивилния свят.
Откриването на пеницилина дава голям тласък на изследователските търсения за други антибиотици, които скоро довеждат до изнамирането на много „чудотворни лекарства“. Въпреки това, пеницилинът остава най-широко употребявания антибиотик. Една от причините за продължаващото му господство е, че действа ефикасно срещу най-различни вредни микроорганизми. Той лекува сифилис, гонорея, червена треска и дифтерия, някои форми на артрит, бронхит, менингит, отравяне на кръвта, костни инфекции и най-различни други заболявания. Друго негово предимство е голямата му безопасност. Дози от 50 000 единици пеницилин дават резултат при някои инфекции, но има случаи, когато са инжектирани 100 милиарда единици дневно, без да има лош страничен ефект. Има хора, които са алергични към пеницилина, но за повечето това лекарство е идеалното съчетание от ефективност и безопасност.